# CAF Confederation Cup 2015
De CAF Confederation Cup 2015 is de twaalfde editie van dit voetbaltoernooi dat door de Afrikaanse voetbalbond CAF wordt georganiseerd. Titelhouder Al-Ahly heeft zich als kampioen van Egypte geplaatst voor de CAF Champions League 2015. De winnaar van het toernooi zal uitkomen in de CAF Supercup 2016.

## Algemene info
De CAF-ranglijst (CAF 5-Year-Ranking) bepaalt het aantal deelnemers dat een land mag afvaardigen. Dit gebeurde op de volgende manier:
- Van de top-12 kwalificeren zich twee teams.
- Van de overige landen kwalificeert zich één team.
- De winnaar van de vorige editie, de titelverdediger, kwalificeert zich automatisch, tenzij zij zich voor de CAF Champions League heeft geplaatst.

Er konden maximaal 69 teams uit 56 landen meedoen, maar dertien landen hadden geen deelnemer ingeschreven.
De CAF-ranglijst voor 2015 was als volgt:
| Nr. | Land        | Punten | Teams |
| --- | ----------- | ------ | ----- |
| 1   | Tunesië     | 106    | 2     |
| 2   | Egypte      | 80     | 2     |
| 3   | D.R. Congo  | 46     | 2     |
| 4   | Marokko     | 44     | 2     |
| 5   | Nigeria     | 41     | 2     |
| 6   | Sudan       | 37     | 2     |
| 7   | Algerije    | 32     | 2     |
| 8   | Mali        | 32     | 2     |
| 9   | Kameroen    | 21     | 2     |
| 10  | Rep. Congo  | 21     | 2     |
| 11  | Zuid-Afrika | 20     | 2     |
| 12  | Angola      | 17     | 2     |
| 13  | Ivoorkust   | 13     | 1     |
| 14  | Ghana       | 8      | 1     |
| 15  | Ethiopië    | 5      | 1     |
| 16  | Libië       | 4      | 1     |
| 17  | Zambia      | 4      | 1     |
| 18  | Zimbabwe    | 3      | 1     |
| 19  | Niger       | 2      | 1     |

### Data
De loting voor de kwalificaties vond plaats in het CAF hoofdkantoor in Caïro, Egypte.
| Fase          | Ronde          | Datum loting     | Heenwedstrijd              | Terugwedstrijd             |
| ------------- | -------------- | ---------------- | -------------------------- | -------------------------- |
| Kwalificaties | Voorronde      | 22 december 2014 | 13-15 februari 2015        | 27 februari-1 maart 2015   |
| Kwalificaties | Eerste ronde   | 22 december 2014 | 13-15 maart 2015           | 3-5 april 2015             |
| Kwalificaties | Tweede ronde   | 22 december 2014 | 17-19 april 2015           | 1-3 mei 2015               |
| Kwalificaties | Play-offronde  | 5 mei 2015       | 15-17 mei 2015             | 5-7 juni 2015              |
| Groepsfase    | Wedstrijddag 1 | 5 mei 2015       | 26-28 juni 2015            | 26-28 juni 2015            |
| Groepsfase    | Wedstrijddag 2 | 5 mei 2015       | 10-12 juli 2015            | 10-12 juli 2015            |
| Groepsfase    | Wedstrijddag 3 | 5 mei 2015       | 24-26 juli 2015            | 24-26 juli 2015            |
| Groepsfase    | Wedstrijddag 4 | 5 mei 2015       | 7-9 augustus 2015          | 7-9 augustus 2015          |
| Groepsfase    | Wedstrijddag 5 | 5 mei 2015       | 21-23 augustus 2015        | 21-23 augustus 2015        |
| Groepsfase    | Wedstrijddag 6 | 5 mei 2015       | 11-13 september 2015       | 11-13 september 2015       |
| Knock-outfase | Halve finale   | 5 mei 2015       | 25-27 september 2015       | 2-4 oktober 2015           |
| Knock-outfase | Finale         | 5 mei 2015       | 20, 21 of 22 november 2015 | 27, 28 of 29 november 2015 |

## Teams
Onderstaande tabel geeft alle deelnemers aan deze editie weer, toont in welke ronde de club van start ging en op welke manier ze zich hebben geplaatst. Negen teams plaatsten zich automatisch voor de eerste ronde. Dit waren de teams met het hoogste CAF-coëfficiënt. De score van het land waar het team vandaan kwam (op de CAF 5-Year Ranking) had geen invloed op dit coëfficiënt.
| Eerste ronde (9+23)          | Eerste ronde (9+23)     | Eerste ronde (9+23)         | Eerste ronde (9+23) | Eerste ronde (9+23) | Eerste ronde (9+23) |
| ---------------------------- | ----------------------- | --------------------------- | ------------------- | ------------------- | ------------------- |
| Étoile du Sahel              | Nummer 3                | Al-Ahly Shendi Club         | Nummer 3            |                     |                     |
| Club Africain                | Nummer 4                | Djoliba AC                  | Bekerfinalist       |                     |                     |
| Al-Zamalek                   | Nummer 3                | Orlando Pirates FC          | Bekerwinnaar        |                     |                     |
| AS Vita Club                 | Nummer 3                | ASEC Mimosas                | Bekerwinnaar        |                     |                     |
| FUS de Rabat                 | Nummer 3                |                             |                     |                     |                     |
| Voorronde (46)               |                         |                             |                     |                     |                     |
| Petrojet FC                  | Nummer 4                | Botswana Defence Force XI   | Bekerwinnaar        |                     |                     |
| FC MK Etanchéité             | Bekerwinnaar            | RC Bobo-Dioulasso           | Bekerwinnaar        |                     |                     |
| RS Berkane                   | Bekerfinalist           | Le Messager FC              | Bekerfinalist       |                     |                     |
| Warri Wolves FC              | Nummer 3                | Volcan Club                 | Bekerwinnaar        |                     |                     |
| Dolphin FC                   | Bekerfinalist           | Vegetarianos FC             | Bekerwinnaar        |                     |                     |
| Al Khartoum SC               | Nummer 4                | CF Mounana                  | Nummer 2            |                     |                     |
| ASO Chlef                    | Nummer 6                | Horoya AC                   | Bekerwinnaar        |                     |                     |
| MC Alger                     | Bekerwinnaar            | Sofapaka FC                 | Bekerwinnaar        |                     |                     |
| AS Onze Créateurs de Niaréla | Bekerwinnaar            | FC Fassell                  | Bekerwinnaar        |                     |                     |
| Unisport Bafang              | Nummer 3                | ASSM Elgeco Plus            | Bekerwinnaar        |                     |                     |
| Panthère de Bangangté        | Bekerfinalist           | Petite Rivière Noire SC     | Bekerwinnaar        |                     |                     |
| Étoile du Congo              | Nummer 5 in tussenstand | Ferroviário da Beira        | Bekerwinnaar        |                     |                     |
| CARA Brazzaville             | Bekerfinalist           | Rayon Sports                | Nummer 2            |                     |                     |
| Bidvest Wits                 | Nummer 3                | Olympique de Ngor           | Bekerfinalist       |                     |                     |
| Benfica de Luanda            | Nummer 3                | Côte d'Or FC                | Bekerfinalist       |                     |                     |
| Petro Atlético Luanda        | Bekerfinalist           | Kamboi Eagles FC            | Bekerwinnaar        |                     |                     |
| Hearts of Oak                | Nummer 3                | Royal Leopards              | Bekerwinnaar        |                     |                     |
| Dedebit                      | Nummer 9                | Young Africans FC           | Nummer 2            |                     |                     |
| Al Ittihad                   | Nummer 2                | AS Togo-Port                | Nummer 2            |                     |                     |
| Power Dynamos FC             | Nummer 2                | Elect-Sport FC              | Bekerfinalist       |                     |                     |
| FC Platinum                  | Bekerwinnaar            | Uganda Revenue Authority SC | Bekerwinnaar        |                     |                     |
| Sahel SC                     | Bekerwinnaar            | Polisi SC                   | Nummer 2            |                     |                     |
| AS Police                    | Bekerwinnaar            | Al-Ghazal FC                | Bekerfinalist       |                     |                     |

## Kwalificatie

### Voorronde
De heenwedstrijden in de voorronde werden gespeeld tussen 13 en 15 februari. De returns vonden plaats van 27 februari tot en met 1 maart.
| Team 1                      | Tot.               | Team 2                       | 1e wedstr. | 2e wedstr. |
| --------------------------- | ------------------ | ---------------------------- | ---------- | ---------- |
| MC Alger                    | 0 – 2              | Sahel SC                     | 0 – 0      | 0 – 2      |
| RS Berkane                  | 2 – 2 (u)          | AS Onze Créateurs de Niaréla | 2 – 1      | 0 – 1      |
| Al Ittihad                  | 7 – 1              | Elect-Sport FC               | 6 – 1      | 1 – 0      |
| Al-Ghazal FC                | 1 – 7              | Petrojet FC                  | 0 – 1      | 1 – 6      |
| Unisport Bafang             | 2 – 3              | Olympique de Ngor            | 1 – 0      | 1 – 3      |
| Hearts of Oak               | 1 – 0              | AS Police                    | 1 – 0      | 0 – 0      |
| ASO Chlef                   | 2 – 1              | Kamboi Eagles FC             | 2 – 0      | 0 – 1      |
| Horoya AC                   | 4 – 3              | FC Fassell                   | 1 – 0      | 3 – 3      |
| Vegetarianos FC             | 1 – 1 (3 – 5 n.s.) | Dolphin FC                   | 1 – 0      | 0 – 1      |
| Côte d'Or FC                | 2 – 5              | Dedebit                      | 2 – 3      | 0 – 2      |
| RC Bobo-Dioulasso           | 0 – 4              | Warri Wolves FC              | 0 – 1      | 0 – 3      |
| Étoile du Congo             | 2 – 3              | FC MK Etanchéité             | 1 – 2      | 1 – 1      |
| Panthère de Bangangté       | 0 – 2              | Rayon Sports                 | 0 – 1      | 0 – 1      |
| AS Togo-Port                | 5 – 3              | CARA Brazzaville             | 2 – 0      | 3 – 3      |
| Al Khartoum SC              | 1 – 2              | Power Dynamos FC             | 1 – 0      | 0 – 2      |
| CF Mounana                  | 8 – 1              | Polisi SC                    | 5 – 0      | 3 – 1      |
| Uganda Revenue Authority SC | 4 – 2              | ASSM Elgeco Plus             | 3 – 2      | 1 – 0      |
| Sofapaka FC                 | 2 – 4              | FC Platinum                  | 1 – 2      | 1 – 2      |
| Young Africans FC           | 3 – 2              | Botswana Defence Force XI    | 2 – 0      | 1 – 2      |
| Benfica de Luanda           | 3 – 0              | Le Messager FC               | 2 – 0      | 1 – 0      |
| Volcan Club                 | 0 – 5              | Petro Atlético Luanda        | 0 – 1      | 0 – 4      |
| Bidvest Wits                | 3 – 3 (6 – 7 n.s.) | Royal Leopards               | 3 – 0      | 0 – 3      |
| Petite Rivière Noire SC     | 3 – 7              | Ferroviário da Beira         | 1 – 2      | 2 – 5      |

### Eerste ronde
De heenwedstrijden in de eerste ronde zullen gespeeld worden tussen op 13-15 maart. De returns vinden plaats op 3-5 april.
| Team 1                       | Tot.               | Team 2                      | 1e wedstr. | 2e wedstr. |
| ---------------------------- | ------------------ | --------------------------- | ---------- | ---------- |
| AS Onze Créateurs de Niaréla | 2 – 1              | Sahel SC                    | 2 – 1      | 0 – 0      |
| ASEC Mimosas                 | 3 – 2              | Al Ittihad                  | 1 – 1      | 2 – 1      |
| Djoliba AC                   | 2 – 1              | Petrojet FC                 | 2 – 1      | 0 – 0      |
| Hearts of Oak                | 5 – 3              | Olympique de Ngor           | 2 – 1      | 3 – 2      |
| Horoya AC                    | 1 – 1 (3 – 5 n.s.) | ASO Chlef                   | 1 – 0      | 0 – 1      |
| Club Africain                | w/o                | Dolphin FC                  | –          | –          |
| Warri Wolves FC              | 2 – 0              | Dedebit                     | 2 – 0      | 0 – 0      |
| Al-Ahly Shendi Club          | 3 – 6              | FC MK Etanchéité            | 2 – 1      | 1 – 5      |
| Al-Zamalek                   | 6 – 1              | Rayon Sports                | 3 – 1      | 3 – 0      |
| FUS de Rabat                 | 4 – 2              | AS Togo-Port                | 3 – 0      | 1 – 2      |
| CF Mounana                   | 4 – 3              | Power Dynamos FC            | 4 – 0      | 0 – 3      |
| Orlando Pirates FC           | 4 – 3              | Uganda Revenue Authority SC | 2 – 1      | 2 – 2      |
| Young Africans FC            | 5 – 2              | FC Platinum                 | 5 – 1      | 0 – 1      |
| Étoile du Sahel              | 2 – 1              | Benfica de Luanda           | 1 – 0      | 1 – 1      |
| Royal Leopards               | 3 – 2              | Petro Atlético Luanda       | 2 – 2      | 1 – 0      |
| AS Vita Club                 | 3 – 1              | Ferroviário da Beira        | 3 – 0      | 0 – 1      |

### Tweede ronde
De heenwedstrijden in de tweede ronde zullen gespeeld worden tussen op 17-19 april. De returns vinden plaats op 1-3 mei.
| Team 1                       | Tot.      | Team 2             | 1e wedstr. | 2e wedstr. |
| ---------------------------- | --------- | ------------------ | ---------- | ---------- |
| AS Onze Créateurs de Niaréla | 0 – 3     | ASEC Mimosas       | 0 – 1      | 0 – 2      |
| Djoliba AC                   | 2 – 2 (u) | Hearts of Oak      | 1 – 2      | 1 – 0      |
| ASO Chlef                    | 1 – 2     | Club Africain      | 1 – 1      | 0 – 1      |
| Warri Wolves FC              | 3 – 1     | FC MK Etanchéité   | 2 – 1      | 1 – 0      |
| Al-Zamalek                   | 3 – 2     | FUS de Rabat       | 0 – 0      | 3 – 2      |
| CF Mounana                   | 2 – 5     | Orlando Pirates FC | 2 – 2      | 0 – 3      |
| Young Africans FC            | 1 – 2     | Étoile du Sahel    | 1 – 1      | 0 – 1      |
| Royal Leopards               | 2 – 4     | AS Vita Club       | 1 – 0      | 1 – 4      |

### Play-offronde
De winnaars van de tweede ronde zullen geloot worden tegen de verliezers van de tweede ronde van de CAF Champions League 2015. De loting vond plaats op 5 mei 2015. De winnaars van die wedstrijden gaan door naar de groepsfase. De heenwedstrijden zullen gespeeld worden tussen op 15-17 mei. De returns vinden plaats op 5-7 juni.
| Team 1             | Tot.               | Team 2             | 1e wedstr. | 2e wedstr. |
| ------------------ | ------------------ | ------------------ | ---------- | ---------- |
| Al-Ahly            | 3 - 3 5 – 4 (n.s.) | Club Africain      | 2 – 1      | 1 – 2      |
| Espérance de Tunis | 5 – 1              | Hearts of Oak      | 4 – 0      | 1 – 1      |
| AC Léopards        | 4 – 3              | Warri Wolves FC    | 3 – 0      | 1 – 3      |
| CF Sfaxien         | 3 – 1              | ASEC Mimosas       | 2 – 0      | 1 – 1      |
| Stade Malien       | 4 – 3              | AS Vita Club       | 2 – 0      | 2 – 3      |
| AS Kaloum Star     | 1 – 6              | Orlando Pirates FC | 0 – 2      | 1 – 4      |
| SM Sanga Balende   | 2 – 3              | Al-Zamalek         | 1 – 0      | 1 – 3      |
| Raja Casablanca    | 2 – 3              | Étoile du Sahel    | 2 – 0      | 0 – 3      |

## Groepsfase
In de groepsfase spelen de acht winnaars van de tweede ronde in twee groepen van vier clubs een minicompetitie. De groepswinnaars en de nummers twee kwalificeerden zich voor de halve finale. De wedstrijden worden tussen 26 juni en 13 september gespeeld.
Indien meerdere clubs gelijk eindigen, wordt er gekeken naar het onderlinge resultaat (eerst kijkt men naar de onderling behaalde punten en dan naar het onderlinge doelsaldo, gemaakte doelpunten en gemaakte uitdoelpunten). Is er dan nog een gelijke stand, dan zijn het doelsaldo, de gemaakte doelpunten en de gemaakte uitdoelpunten de volgende criteria. Staan er nu nog steeds clubs gelijk, dan zal er worden geloot.

### Groep A
| Datum     | Team               | Score | Team               |
| --------- | ------------------ | ----- | ------------------ |
| 26 jun.   | Étoile du Sahel    | 1 – 0 | Stade Malien       |
| 28 jun.   | Al-Ahly            | 3 – 0 | Espérance de Tunis |
| 11 jul.   | Espérance de Tunis | 0 – 1 | Étoile du Sahel    |
| 12 jul.   | Stade Malien       | 0 – 0 | Al-Ahly            |
| 25 jul.   | Al-Ahly            | 1 – 0 | Étoile du Sahel    |
| 25 jul.   | Espérance de Tunis | 1 – 2 | Stade Malien       |
| 8 aug.    | Étoile du Sahel    | 1 – 0 | Al-Ahly            |
| 9-10 aug. | Stade Malien       | 0 – 1 | Espérance de Tunis |
| 22 aug.   | Espérance de Tunis | 0 – 1 | Al-Ahly            |
| 23 aug.   | Stade Malien       | 1 – 1 | Étoile du Sahel    |
| 12 sep.   | Étoile du Sahel    | 2 – 1 | Espérance de Tunis |
| 12 sep.   | Al-Ahly            | 1 – 0 | Stade Malien       |

| Nr. | Club               | Wedstrijden | Wedstrijden | Wedstrijden | Wedstrijden | Doelpunten | Doelpunten | Doelpunten | Punten |
| --- | ------------------ | ----------- | ----------- | ----------- | ----------- | ---------- | ---------- | ---------- | ------ |
| Nr. | Club               | G           | W           | G           | V           | V          | T          | Saldo      | Punten |
| 1   | Al-Ahly            | 6           | 4           | 1           | 1           | 6          | 1          | +5         | 13     |
| 2   | Étoile du Sahel    | 6           | 4           | 1           | 1           | 6          | 3          | +3         | 13     |
| 3   | Stade Malien       | 6           | 1           | 2           | 3           | 3          | 5          | −2         | 5      |
| 4   | Espérance de Tunis | 6           | 1           | 0           | 5           | 3          | 9          | −6         | 3      |

### Groep B
| Datum   | Team               | Score | Team               |
| ------- | ------------------ | ----- | ------------------ |
| 27 jun. | Al-Zamalek         | 1 – 0 | CF Sfaxien         |
| 27 jun. | AC Léopards        | 0 – 1 | Orlando Pirates FC |
| 10 jul. | CF Sfaxien         | 1 – 1 | AC Léopards        |
| 11 jul. | Orlando Pirates FC | 1 – 2 | Al-Zamalek         |
| 26 jul. | Al-Zamalek         | 2 – 0 | AC Léopards        |
| 26 jul. | CF Sfaxien         | 0 – 1 | Orlando Pirates FC |
| 8 aug.  | Orlando Pirates FC | 2 – 0 | CF Sfaxien         |
| 9 aug.  | AC Léopards        | 1 – 0 | Al-Zamalek         |
| 22 aug. | Orlando Pirates FC | 2 – 0 | AC Léopards        |
| 23 aug. | CF Sfaxien         | 1 – 3 | Al-Zamalek         |
| 13 sep. | AC Léopards        | 0 – 0 | CF Sfaxien         |
| 13 sep. | Al-Zamalek         | 4 – 1 | Orlando Pirates FC |

| Nr. | Club               | Wedstrijden | Wedstrijden | Wedstrijden | Wedstrijden | Doelpunten | Doelpunten | Doelpunten | Punten |
| --- | ------------------ | ----------- | ----------- | ----------- | ----------- | ---------- | ---------- | ---------- | ------ |
| Nr. | Club               | G           | W           | G           | V           | V          | T          | Saldo      | Punten |
| 1   | Al-Zamalek         | 6           | 5           | 0           | 1           | 12         | 4          | +8         | 15     |
| 2   | Orlando Pirates FC | 6           | 4           | 0           | 2           | 8          | 6          | +2         | 12     |
| 3   | AC Léopards        | 6           | 1           | 2           | 3           | 2          | 6          | −4         | 5      |
| 4   | CF Sfaxien         | 6           | 0           | 2           | 4           | 2          | 8          | −6         | 2      |

## Knock-outfase
In de halve finale spelen de groepswinnaars tegen de nummer twee van de andere groep. In beide wedstrijden speelt de groepswinnaar de tweede wedstrijd thuis. In de finale spelen de twee winnende halvefinalisten tegen elkaar. Welke club in welke wedstrijd thuis speelt, zal direct na de loting van de groepsfase worden geloot.
De winnaar van elke wedstrijd is de ploeg die over twee wedstrijden het meeste doelpunten heeft gemaakt. Als beide teams evenveel doelpunten hebben gemaakt, dan gaat de uitdoelpuntenregel in werking. Eindigen beide wedstrijden in dezelfde uitslag, dan worden er direct strafschoppen genomen (er is dus geen verlenging).

### Halve finales
De wedstrijden worden gespeeld op 26 september en 4 oktober respectievelijk 27 september en 3 oktober.
| Team 1             | Tot.  | Team 2     | 1e wedstr. | 2e wedstr. |
| ------------------ | ----- | ---------- | ---------- | ---------- |
| Orlando Pirates FC | 5 – 3 | Al-Ahly    | 1 – 0      | 4 – 3      |
| Étoile du Sahel    | 5 – 4 | Al-Zamalek | 5 – 1      | 0 – 3      |

### Finale
|                                |                    |       |                 |                                                                  |
| 21 november 2015 20:00 (UTC+2) | Orlando Pirates FC | 1 – 1 | Étoile du Sahel | Orlandostadion, Johannesburg Scheidsrechter: Janny Sikazwe (ZAM) |
| 21 november 2015 20:00 (UTC+2) | Gabuza 39'         |       | 87' Jemal       | Orlandostadion, Johannesburg Scheidsrechter: Janny Sikazwe (ZAM) |

|                                |                 |       |                    |                                                                     |
| 29 november 2015 19:30 (UTC+1) | Étoile du Sahel | 1 – 0 | Orlando Pirates FC | Stade Olympique de Sousse, Sousse Scheidsrechter: Sidi Alioum (KAM) |
| 29 november 2015 19:30 (UTC+1) | Jemal 24'       |       |                    | Stade Olympique de Sousse, Sousse Scheidsrechter: Sidi Alioum (KAM) |

| CAF Confederation Cup Winnaar 2015 |
| ---------------------------------- |
| Étoile du Sahel 2e titel           |